# Droga wojewódzka nr 255
Droga wojewódzka nr 255 (DW255) – droga wojewódzka w województwie kujawsko-pomorskim łącząca Strzelno z Pakością. Droga biegnie wzdłuż zachodniej granicy miasta Janikowa, na przeważającej długości wzdłuż Jeziora Pakoskiego.

## Miejscowości przy trasie
- Strzelno
- Strzelce
- Głogówiec
- Trląg
- Broniewice
- Jankowo
- Pakość